# Klaus Bondam
Klaus Jesper Bondam, född 19 november 1963 i Aakirkeby, är en dansk skådespelare och politiker för Det Radikale Venstre.
Bondam utbildades på Odense teaters elevskola (1988-1992) och uppträdde på flera teatrar runt om i landet. Han har varit administrativ ledare för Teater Mungo Park (1995-1996) och teaterchef för Grønnegårds Teatret (1996-2003) och Folketeatret (2003-2005). Han har även varit ordförande i Skuespillerforbundet (1993-1995). Hans genombrott som skådespelare kom 1998, då han iklädde rollen som den tyska toastmastern i filmen Festen. Han är kanske främst känd för sina roller i TV-serierna Edderkoppen (2000) och Langt fra Las Vegas (2001-2003).
Vid sidan om sin skådespelarkarriär har Bondam även varit politiskt engagerad. Han anslöt sig till partiet Det Radikale Venstre 1997 och blev invald i Köpenhamns kommunfullmäktige (Borgerrepræsentationen) 2001. Han blev omvald 2005 och utsågs då till borgmästare över stadens teknik- och miljöförvaltning. 2010 blev han sysselsättnings- och integrationsborgmästare, men lämnade uppdraget samma år. Han är för närvarande ledare för Det Danske Kulturinstitut i Bryssel.
Bondam är öppet homosexuell och är gift med landskapsarkitekten Jacob Kamp.

## Filmografi
- Festen (1998)
- Mimi og madammerne (1998)
- Mifunes sidste sang (1999)
- Den eneste ene (1999)
- Slip hestene løs (2000)
- Et rigtigt menneske (2001)
- Monas verden (2001)
- En kort en lang (2001)
- Lykkevej (2003)
- Inkasso (2004)
- Dirch (2011)

### TV-serier
- Taxa (1997)
- Lex og Klatten (1997)
- Edderkoppen (2000)
- Skjulte spor (2000)
- Jul på Kronborg (2000)
- Nikolaj og Julie (2003)
- Langt fra Las Vegas (2001-2003)
- Mordkommissionen (2003-2004)
- Krøniken (2004)
- Klovn (2006)

### Tecknad film
- Tarzan (1999)
- Villa, Volvo & Vicki (2004)
- Den Grimme Ælling og Mig (2005)
- Der var engang… (2004-2005)
- Helt vildt (2006)
- Rejsen til Saturn (2008)